# 流線型打線
流線型打線（りゅうせんけいだせん）は、1950年代後半のプロ野球・西鉄ライオンズで力を発揮した強力打線の愛称。
その破壊力から、1950年の松竹ロビンス打線にあやかって「水爆打線」とも呼ばれた。
西鉄3連覇の2年目となった、1957年の打線が最強とされる。

## 概要
西鉄黄金時代の監督・三原脩は、三宅大輔などの理論をふまえ、1番に一発もあるバッティングの巧い打者（高倉照幸）を据え、2番に入っている強打者（豊田泰光）で一気に得点を挙げ、3番には最強打者（中西太）、4・5番には確実性も備えた長距離打者（大下弘、関口清治）を据えて大量得点を奪う、という、それまでの野球界の常識を覆す打線論を提唱した。それがこの流線型打線である。
また、6番に二塁打を多く放つチャンスメーカーの河野昭修を据えており、また、エース投手の稲尾和久は通算17本塁打の「打撃のいい投手」であったことから（1958年には4本塁打を記録している）、下位からも得点を挙げ、更に上位に回す強力打線を組んでいた。
それなりの選手が揃っていなければ組めないものであるが、当時の西鉄にはそれを可能にするだけの面々が揃っていた。

## 1957年の流線型打線
公式戦では2位の南海ホークスに7ゲーム差をつけ、日本シリーズでは読売ジャイアンツを4勝1分と圧倒した1957年が、西鉄ライオンズ最強の年と言われることが多い。
この年の基本的なオーダーは以下のようになる。
※太字はリーグトップ
| 打順 | 守備 | 選手     | 打席 | 打率 | 本塁打 | 打点 | 盗塁 | 出塁率 | 長打率 | OPS  | 備考                       |
| ---- | ---- | -------- | ---- | ---- | ------ | ---- | ---- | ------ | ------ | ---- | -------------------------- |
| 1    | 中   | 高倉照幸 | 右   | .279 | 11     | 39   | 17   | .321   | .434   | .756 |                            |
| 2    | 遊   | 豊田泰光 | 右   | .287 | 18     | 59   | 24   | .377   | .495   | .872 | ベストナイン（遊）         |
| 3    | 三   | 中西太   | 右   | .317 | 24     | 100  | 15   | .379   | .541   | .920 | 打点王、ベストナイン（三） |
| 4    | 右   | 大下弘   | 左   | .306 | 4      | 55   | 2    | .352   | .405   | .757 | ベストナイン（外）         |
| 5    | 左   | 関口清治 | 右   | .300 | 12     | 65   | 3    | .364   | .488   | .852 |                            |
| 6    | 一   | 河野昭修 | 右   | .247 | 1      | 28   | 5    | .287   | .295   | .582 |                            |
| 7    | 二   | 仰木彬   | 右   | .256 | 6      | 23   | 4    | .344   | .389   | .733 |                            |
| 8    | 捕   | 和田博実 | 右   | .214 | 7      | 35   | 1    | .275   | .317   | .592 |                            |

| 守備 | 選手       | 打席 | 打率 | 本塁打 | 打点 | 盗塁 | 出塁率 | 長打率 | OPS  | 備考 |
| ---- | ---------- | ---- | ---- | ------ | ---- | ---- | ------ | ------ | ---- | ---- |
| 中   | 玉造陽二   | 左   | .236 | 1      | 10   | 12   | .303   | .300   | .603 |      |
| 一   | 田中久寿男 | 右   | .246 | 4      | 21   | 4    | .274   | .363   | .636 |      |
| 二   | 小淵泰輔   | 右   | .192 | 0      | 7    | 4    | .258   | .300   | .558 |      |
| 二   | 滝内弥瑞生 | 右   | .190 | 1      | 6    | 1    | .209   | .238   | .447 |      |

豊田泰光は、2番打者でありながらクリーンナップ並の成績を挙げており、恐怖の2番打者の先駆けとも言える。7番打者の仰木彬は小淵泰輔や滝内弥瑞生との併用だった為、絶対的なレギュラーでなかったものの、仰木を除くレギュラーメンバー7人が1957年のオールスターゲームに選出されるなど、その名の通り「最強打線」であった。